# SH706iw
FOMA SH706iw（フォーマ・エスエイチ なな まる ろく アイ　ダブリュー）は、シャープによって開発された、NTTドコモの第三世代携帯電話 （FOMA）端末である。

## 概要
- 三菱電機がD903iをベースに試作したウェルネスケータイを具現化したモデル。三菱電機の携帯電話事業完全撤退を受け、代わりとしてシャープが開発を担当した。モデル名の「w」は「Wellness」から。
- シャープ製のウォーターオーブン「ヘルシオ」のレシピサイト「ヘルシオレシピ」や、オムロンの体重体組成計「カラダスキャンHBF-363IT」（2008年9月30日発売）と連携し、食生活の改善と健康管理をサポートするウェルネスケータイ。健康アプリ・歩数計・脈拍センサー・ヘルシオメニューなどを搭載し、毎日の健康管理を楽しくサポート。その他の基本性能はSH706iと共通している。
- DOLBY MOBILEの搭載で高音質オーディオを実現。ただし、別売りのステレオイヤホン使用時のみ。対応する音楽再生形式はWMAと着うたフルのみになり、SDオーディオは搭載されていない。
- ワンセグ機能では携帯電話機としてはダビング10に初めて対応。
- 「光TOUCH CRUISER」の操作により端末を閉じたままで電話帳や発信履歴・着信履歴が参照でき、発信も可能。
- 「90xi」「70xi」といった従来の型番ルールで発売された最後の機種でもある。

| 主な対応サービス           | 主な対応サービス                    | 主な対応サービス                | 主な対応サービス                       |
| -------------------------- | ----------------------------------- | ------------------------------- | -------------------------------------- |
| DCMX／おサイフケータイ     | うた・ホーダイ                      | 着うたフル／着うた              | デジタルオーディオプレーヤー(WMA)(AAC) |
| 直感ゲーム／メガiアプリ    | Music&Videoチャネル／ビデオクリップ | GSM／3Gローミング（WORLD WING） | プッシュトーク                         |
| FOMAハイスピード           | GPS／ケータイお探し                 | デコメール／デコメ絵文字        | iチャネル                              |
| 着もじ                     | テレビ電話／キャラ電                | 電話帳お預かりサービス          | フルブラウザ                           |
| おまかせロック／バイオ認証 | 外部メモリーへiモードコンテンツ移行 | トルカ                          | iC通信／iCお引越しサービス             |
| きせかえツール／マチキャラ | バーコードリーダ／名刺リーダ        | 2in1※                           | エリアメール                           |

※BモードのメールはWebメールとなる。

### プリインストールiアプリ
- 健康支援アプリ
  - KARADA TUNE
  - Shokufit（KARADA TUNEから起動）
  - オムロン健康管理ソフト BI-LINK ウォーキング編（同上）
  - ケータイ家庭の医学（同上）
- 直感♪プレーパーク
- ファミリンクリモコン for AQUOS
- ネット辞典
- アバターメーカー for SH
- モバイルGoogleマップ
- 地図アプリ
- 日英版しゃべって翻訳 for SH
- 楽オク出品アプリ2
- iアプリバンキング
- Gガイド番組表リモコン
- iD設定アプリ
- DCMXクレジットアプリ
- FOMA通信環境確認アプリ

### ワンセグ機能
- EPG（録画予約も可）
- 外部メモリ（microSDHC）への録画（本体には録画不可）
- 字幕放送
- マルチウィンドウ
- フレームレートを15fpsから30fpsにするフレーム補完技術（倍速液晶）

## 歴史
- 2008年5月27日 - F906i・F706i・N906i・N906iμ・N906iL・N706i・N706ie・P906i・P706ie・P706iμ・SH906i・SH906iTV・SH706i・SH706ie・SH706iw・SO906i・SO706i・L706ie・NM706iの開発が発表。
- 2008年7月14日 - 電気通信端末機器審査協会 (JATE) 通過
- 2008年9月1日 - 発売開始

## 不具合
2008年11月18日に以下の不具合の修正がソフトウェアの更新でなされた。
- メール本文をコピーする際に、範囲選択のカーソルが見えなくなる場合がある

2009年6月2日に以下の不具合の修正がソフトウェアの更新でなされた。
- フルブラウザで特定画像を保存しようとすると待受画面に戻る場合がある
- バーコードリーダーで特定のQRコードを読み込んだ際、URL情報を正しく読み込めない場合がある